# Tiro com arco nos Jogos Pan-Americanos de 2011
O tiro com arco nos Jogos Pan-Americanos de 2011 foi disputado no Estádio Pan-Americano de Tiro com Arco em Guadalajara, no México. Foram realizados os eventos individual e por equipes masculino e feminino entre 17 e 22 de outubro.
Na competição, o Estados Unidos e o México dominaram as provas individuais e por equipes no masculino e feminino, respectivamente.

## Calendário
| Outubro       | 13 | 14 | 15 | 16 | 17 | 18 | 19 | 20 | 21 | 22 | 23 | 24 | 25 | 26 | 27 | 28 | 29 | 30 |
| ------------- | -- | -- | -- | -- | -- | -- | -- | -- | -- | -- | -- | -- | -- | -- | -- | -- | -- | -- |
| Tiro com arco |    |    |    |    |    |    |    |    | 2  | 2  |    |    |    |    |    |    |    |    |

|  | Dia de competição |  | Dia de final |

## Países participantes
Abaixo, a quantidade de atletas enviados por cada país, de acordo com o evento.
| CON                      | Individual masculino | Equipes masculinas | Individual feminino | Equipes femininas | Total |
| ------------------------ | -------------------- | ------------------ | ------------------- | ----------------- | ----- |
| ARG Argentina            | 1                    |                    | 3                   | X                 | 4     |
| BRA Brasil               | 3                    | X                  | 3                   | X                 | 6     |
| CAN Canadá               | 3                    | X                  | 3                   | X                 | 6     |
| CHI Chile                | 2                    |                    | 3                   | X                 | 5     |
| COL Colômbia             | 3                    | X                  | 3                   | X                 | 6     |
| CUB Cuba                 | 3                    | X                  | 3                   | X                 | 6     |
| DOM República Dominicana |                      |                    | 1                   |                   | 1     |
| ECU Equador              | 3                    | X                  | 1                   |                   | 3     |
| ESA El Salvador          | 3                    | X                  |                     |                   | 3     |
| GUA Guatemala            | 1                    |                    |                     |                   | 1     |
| MEX México               | 3                    | X                  | 3                   | X                 | 6     |
| PUR Porto Rico           | 1                    |                    | 3                   | X                 | 4     |
| USA Estados Unidos       | 3                    | X                  | 3                   | X                 | 6     |
| VEN Venezuela            | 3                    | X                  | 3                   | X                 | 6     |
| Total de atletas         | 32                   | 27                 | 32                  | 30                | 64    |
| Total de CONs            | 13                   | 9                  | 12                  | 10                | 14    |

## Medalhistas
Masculino
| Evento              | Ouro                                                       | Prata                                                       | Bronze                                                  |
| ------------------- | ---------------------------------------------------------- | ----------------------------------------------------------- | ------------------------------------------------------- |
| Individual detalhes | Brady Ellison USA Estados Unidos                           | Crispin Duenas CAN Canadá                                   | Daniel Piñeda COL Colômbia                              |
| Equipes detalhes    | Brady Ellison Joe Fanchin Jake Kaminski USA Estados Unidos | Juan René Serrano Luis Eduardo Vélez Pedro Vivas MEX México | Hugo Franco Jaime Quintana Juan Carlos Stevens CUB Cuba |

Feminino
| Evento              | Ouro                                                    | Prata                                                       | Bronze                                                  |
| ------------------- | ------------------------------------------------------- | ----------------------------------------------------------- | ------------------------------------------------------- |
| Individual detalhes | Alejandra Valencia MEX México                           | Miranda Leek USA Estados Unidos                             | Aida Román MEX México                                   |
| Equipes detalhes    | Mariana Avitia Aida Román Alejandra Valencia MEX México | Heather Koehl Miranda Leek Khatuna Lorig USA Estados Unidos | Larissa Pagán Orquidea Quesada Maydenia Sarduy CUB Cuba |

## Quadro de medalhas
| Ordem | País               | Medalha de ouro | Medalha de prata | Medalha de bronze |    |
| ----- | ------------------ | --------------- | ---------------- | ----------------- | -- |
| 1     | USA Estados Unidos | 2               | 2                |                   | 4  |
| 2     | MEX México         | 2               | 1                | 1                 | 4  |
| 3     | CAN Canadá         |                 | 1                |                   | 1  |
| 4     | CUB Cuba           |                 |                  | 2                 | 2  |
| 5     | COL Colômbia       |                 |                  | 1                 | 1  |
| TOTAL | TOTAL              | 4               | 4                | 4                 | 12 |